# Elfes sylvains
Les Elfes Sylvains sont un peuple fictif qui appartient au legendarium créé par l'écrivain britannique J. R. R. Tolkien. C'est une des trois principales branches d'Elfes qui habitent la Terre du Milieu, conjointement avec les Noldor et les Sindar. Son origine est très diffuse, mais il est probable qu'il s'agisse d'un mélange d'Avari (ceux qui fuirent les Valar après la naissance des Elfes) et de Nandor (ceux qui, ayant accepté les Valar, les quittèrent rapidement et s'établirent à proximité du fleuve Anduin).
Une partie d'entre eux, ayant réalisé le voyage vers Beleriand furent connus par les Elfes Sindar comme les Elfes Nandor ou Laiquendi, c'est-à-dire Elfes Verts, qui s'établirent en Ossiriand. Legolas, qui apparaît dans Le Seigneur des anneaux lors du conseil d'Elrond et devient ensuite un des neuf membres de la Communauté de l'Anneau, est le fils de Thranduil, un Sindar roi de ce peuple.

## Histoire
Les Elfes Sylvains faisaient partie au départ du peuple des Teleri, la troisième tribu. Ils prirent la route depuis Cuiviénen, mais les obstacles naturels ou placés par Melkor les effrayèrent. À la vue de l'Anduin, le Grande Fleuve, et des sommets des Montagnes de Brume, certains Teleri s'arrêtèrent. Ceux-là, suivant Lenwë, longèrent les Montagnes de Brume vers le sud, s'installèrent dans les forêts du Rhovanion, notamment celle de Lórinand (qui deviendra la Lothlórien) et se firent appeler Nandor.
Au début du Deuxième Âge, les Sindar qui n'avaient pas voulu quitter la Terre du Milieu s'éparpillèrent en Eriador et à l'est des Montagnes de Brume. Ils reprirent le contact avec leurs cousins Sylvains, qui leur firent bon accueil et acceptèrent pour rois des Sindar. Ainsi la Lothlórien fut gouvernée par les ancêtres d'Amroth et Oropher établit son royaume de l'autre côté de l'Anduin, en Vertbois-le-Grand, face à la Lothlórien. Mais les Nains de la Moria gagnaient en puissance, tout comme le royaume de Lothlórien. Oropher décréta alors que l'influence de ces deux royaumes était néfaste pour son peuple. Il fit alors migrer son peuple plus au nord, au-delà des Champs de Flambes.
Lors de la montée en puissance de Sauron, Oropher leva une grande armée pour se joindre à Gil-Galad et à Elendil ; et il fut rejoint par les troupes du roi Amdír de Lothlórien. Les armées sylvaines étaient mal équipées et la plupart des Elfes de Lórien tombèrent aux côtés de leur roi, lors de la Bataille de Dagorlad. Oropher, trop impétueux, fut littéralement écrasé par les forces de Sauron alors qu'il tentait de forcer l'entrée du Mordor. C'est ainsi que le fils d'Oropher, Thranduil, reçut la couronne.
Au Troisième Âge, les Sylvains prospérèrent jusqu'aux alentours de l'an 1000, date à laquelle Sauron revint et s'installa en grand secret à Dol Guldur, au sud de Vertbois-le-Grand. La forêt se remplit alors petit à petit de créatures malfaisantes. Thranduil dut encore faire migrer son peuple plus au nord de la forêt. Ils devinrent plus secrets encore, protégeant leur nouveau royaume par une rivière enchantée et des Nains leur creusèrent un palais souterrain. La Lórien se ferma elle aussi à la suite de la perdition d'Amroth et de Nimrodel, et une bien mauvaise réputation lui fut imputée, le pays étant surnommé Dwimordene, le Val de l'Illusion, par les Rohirrim, qui craignaient sa protectrice Galadriel.
Les Elfes Sylvains eurent également un rôle à jouer lors de la Guerre de l’Anneau : de sa forteresse de Dol Guldur, Sauron lança des offensives vers la Lothlórien et vers le royaume de Thranduil ; elles furent toutes repoussées par les Elfes et, après la destruction de l'Anneau Unique et la chute de Sauron, Celeborn et Galadriel franchirent l'Anduin, prirent Dol Guldur et la détruisirent. La Forêt Noire, rebaptisée Eryn Lasgalen, fut partagée entre Thranduil, les Béorniens et Celeborn, à qui revint le sud de la forêt rebaptisé Lórien Orientale. Par la suite, et malgré la désertion presque complète de la Lórien, les Elfes Sylvains vécurent heureux en Eryn Lasgalen.
« Au commencement de cet âge, bon nombre de Hauts Elfes demeuraient encore. La plupart d’entre eux vivaient au Lindon à l’ouest des Ered Luin ; mais avant l’érection de la Barad-dûr, de nombreux Sindar passèrent à l’est, et quelques-uns fondèrent des royaumes dans les lointaines forêts, royaumes surtout peuplés d’Elfes sylvains. Le roi Thranduil, établi dans le nord de Vertbois-le-Grand, était de ceux-là. » — Le Seigneur des Anneaux — Appendice B
Ils étaient connus pour leur musique.